# Херман Пуентес
Херман Пуентес (ісп. Germán Puentes; нар. 18 грудня 1972) — колишній іспанський тенісист.
Найвищу одиночну позицію світового рейтингу — 90 місце досяг 20 листопада 2000, парну — 73 місце — 22 листопада 1999 року.
Найвищим досягненням на турнірах Великого шолома було 2 коло в одиночному та парному розрядах.

## Титули на челленджерах

### Одиночний розряд: (4)
| Ранг | Рік  | Турнір           | Покриття | Суперник       | Рахунок       |
| ---- | ---- | ---------------- | -------- | -------------- | ------------- |
| 1.   | 2000 | Барлетта, Італія | Ґрунт    | Томмі Робредо  | 6–4, 7–6(7–3) |
| 2.   | 2000 | Ульм, Німеччина  | Ґрунт    | Давід Санчес   | 6–3, 6–3      |
| 3.   | 2000 | Лінц, Австрія    | Ґрунт    | Едвін Кемпес   | 7–6(9–7), 6–1 |
| 4.   | 2001 | Фюрт, Німеччина  | Ґрунт    | Крістіан Плесс | 6–4, 6–3      |

### Парний розряд: (10)
| Ранг | Рік  | Турнір                      | Покриття | Партнер             | Суперники                               | Рахунок            |
| ---- | ---- | --------------------------- | -------- | ------------------- | --------------------------------------- | ------------------ |
| 1.   | 1996 | Каїр, Єгипет                | Ґрунт    | Альберто Берасатегі | Браніслав Ґалік Борут Урх               | 6–0, 6–0           |
| 2.   | 1998 | Монтобан, Франція           | Ґрунт    | Едуардо Ніколас     | Едвін Кемпес Рогір Вассен               | 7–6, 7–6           |
| 3.   | 1998 | Будва, Сербія та Чорногорія | Ґрунт    | Едуардо Ніколас     | Емануел Коуту Жоао Кунья е Сілва        | 3–6, 6–1, 6–3      |
| 4.   | 1998 | Скоп'є, Північна Македонія  | Ґрунт    | Едуардо Ніколас     | Андрій Мерінов Андрій Столяров          | 7–5, 3–6, 7–6      |
| 5.   | 1999 | Брауншвейг, Німеччина       | Ґрунт    | Альберт Портас      | Томас Карбонелл Небойша Джорджевич      | 6–4, 6–7(3–7), 6–3 |
| 6.   | 1999 | Венеція, Італія             | Ґрунт    | Альберт Портас      | Дієго дель Ріо Маріано Худ              | 6–4, 6–0           |
| 7.   | 1999 | Барселона, Іспанія          | Ґрунт    | Едуардо Ніколас     | Альберто Мартін Хав'єр Санчес           | 7–6(7–1), 7–6(7–5) |
| 8.   | 2000 | Фюрт, Німеччина             | Ґрунт    | Едуардо Ніколас     | Девін Бовен Брендон Коуп                | 6–4, 6–2           |
| 9.   | 2000 | Севілья, Іспанія            | Ґрунт    | Едуардо Ніколас     | Томмі Робредо Сантьяго Вентура Бертомеу | 6–3, 6–2           |
| 10.  | 2001 | Барлетта, Італія            | Ґрунт    | Хайро Веласко, мол. | Томас Беренд Михайло Южний              | 6–1, 1–0 RET       |